# حکم پرنده دودو
قضاوت یا حکم پرنده دودو موضوعی بحث‌برانگیز در رواندرمانی است. که به این ادعا اشاره دارد که تمام رواندرمانی‌های معتبر و آزمایش شده، صرف نظر از اجزای مختلفی که دارند، نتایج معادلی را ارائه می‌دهند.
این ایده و حدس توسط سائول روزنزوایگ در سال ۱۹۳۶ با الهام از شخصیت و داستان دودو در کتاب آلیس در سرزمین عجایب ارائه شده‌است. اما تنها با ظهور شواهد تحقیقاتی جدید در ۱۹۷۰ به برجستگی رسید.
بحث پرنده دودو، به‌طور خلاصه، بر این موضوع متمرکز است که آیا اجزای خاص درمان‌های مختلف باعث می‌شود برخی درمان‌ها بهتر از سایر درمان‌ها برای اختلالات خاص عمل کنند یا خیر.
حامیان حکم پرنده دودو معتقدند که همه روان‌درمانی‌ها به دلیل «عوامل مشترک» که در همه درمان‌ها مشترک است (مانند رابطه گرم مراجع و درمانگر و …) برابر هستند. در مقابل، منتقدان حکم پرنده دودو استدلال می‌کنند که تکنیک‌های خاص مورد استفاده در درمان‌های مختلف مهم هستند و همه درمان‌ها نتایجی معادل برای اختلالات خاص ایجاد نمی‌کنند

## تاریخچه پیدایش
این نظر توسط سائول روزنزوایگ در سال ۱۹۳۶ ابداع شد تا نشان دهد که تمام رواندرمانی‌ها به یک اندازه مؤثر اند. روزنزوایگ با الهام از کتاب ماجراهای آلیس در سرزمین عجایب نوشته لوئیس کارول و با وام گرفتن از داستان و نام شخصیت دودو، دیدگاه خود را ابداع کرد.
ماجرا از این قرار است که در کتاب:
تعدای از شخصیت‌های داستان خیس می‌شوند و پرنده دودو تصمیم به برگزاری یک مسابقه می‌گیرد که همه دور دریاچه بدوند تا خشک شوند. هیچ‌کس به اندازه‌گیری مسافت هر فرد و مدت زمان دویدن اهمیت نمی‌داد. وقتی از دودو پرسیدند چه کسی برنده شده‌است، او طولانی و عمیق به فکر فرورفت و سپس گفت: "همه برنده شده‌اند و همه باید جوایزی داشته باشند."
در بحث روان درمانی، روزنزوایگ اینگونه استدلال کرد که عوامل مشترک مهم‌تر از تفاوت‌های فنی خاص هستند، به طوری که همه درمان‌ها برنده هستند و همه آنها به یک اندازه نتایج مؤثر تولید می‌کنند
در سال ۱۹۷۵ مطالعه مقایسه ای لستر لوبورسکی و همکاران چنین نتیجه داد که تفاوت‌های اندکی بین نتایج روان درمانی‌های مختلف وجود دارد این مطالعه باعث شد که مطالعات جدیدی در مخالفت و حمایت از حکم پرنده دودو انجام شود